# Dimenhidrinat
Dimenhidrinatul este un medicament utilizat în tratamentul grețurilor și vărsăturilor și al vertijului. Căile de administrare disponibile sunt intramusculară, intravenoasă și orală.
Dimenhidrinatul este o asociere dintre difenhidramină (antihistaminic H1) și 8-cloroteofilină (cu efect stimulant). Se poate asocia în tratamentul vertijului cu cinarizină. Prezintă efecte anticolinergice și antihistaminice H1.

## Efecte secundare
Efectele secundare comune pot include:
- Somnolență
- Gură, nas sau gât uscat
- Constipație
- Vedere încețoșată
- Sentimentul de neliniște sau excitație (în special la copii)